# معاهدة راولبندي
معاهدة راولبندي هي معاهدة بين بريطانيا وأفغانستان، وقعت في الثامن من آب سنة 1919 م في راولبندي، انتهت بها الحرب الإنكليزية الأفغانية الثالثة.